# Siegel Connecticuts
Das aktuelle Siegel des US-Bundesstaats Connecticut wurde im Jahr 1931 festgelegt.

## Beschreibung
Das Siegel Connecticuts (vollständige Bezeichnung: Großes Siegel des Staates Connecticut) zeigt drei Weinstöcke und darunter ein Banner mit der lateinischen Inschrift:
„Qui Transtulit Sustinet.“
(Wer herüberbrachte, wird erhalten.)

## Geschichte
Das erste Siegel Connecticuts wurde 1639 von Colonel George Fenwick aus England mitgebracht. Es war das Siegel der Saybrook Colony und wurde an die Connecticut Colony weitergegeben, als diese das Land und das Fort am Saybrook Point im Jahr 1644 von George Fenwick erwarb. 
Von diesem Zeitpunkt an wurde das Siegel vom Generalgericht Connecticuts verwendet, wobei es keine genaue Aufzeichnung gibt, wer das Siegel in Verwahrung hatte. Am 9. Oktober 1662 beschloss die Generalversammlung Connecticuts, dass das Siegel in die Obhut des Staatssekretärs gegeben und bei notwendigen Angelegenheiten als Siegel der Kolonie verwendet wird. Es blieb bis zum Oktober 1687 das Siegel der Kolonie. Zu diesem Zeitpunkt übernahm Sir Edmund Andros die Regierung der Kolonie, und das Siegel verschwand. 
Am 25. Oktober 1711 kam ein Treffen zwischen dem Gouverneur und dem Rat (oberes Haus der Generalversammlung) zu dem Entschluss, dass "eine neue Steuermarke erschaffen werden soll, die auf dem Siegel der Kolonie basiert, passend zur Verwendung auf einer Siegelplatte; zu diesem Zweck soll baldmöglichst eine Presse und passendes Werkzeug beschafft werden. Die Kosten dafür trägt die Kolonie; ihr obliegt auch die Verwendung der Steuermarke, welche im Büro des Staatssekretärs verwahrt werden soll."
Das neue, weniger aufwendig gestaltete Siegel war größer und ovalförmiger als das Original. Das Motto blieb das Gleiche, aber die Anzahl der Weinstöcke wurde auf drei reduziert und die lateinische Inschrift "Sigillum Coloniae Connecticutensis" (Siegel der Kolonie Connecticut) wurde am Rand hinzugefügt. Man vermutet, dass die drei Weinstöcke gewählt wurden, um die drei Kolonien New Haven, Saybrook und Connecticut zu repräsentieren.
Nach dem Ende des Unabhängigkeitskriegs war die Inschrift auf dem Koloniesiegel nicht mehr passend. Daher wies die Generalversammlung im Mai 1784 den Staatssekretär an, die Inschrift zu "SIGILL. REIP. CONNECTICUTENSIS" zu ändern. Trotzdem hat man, als eine neue Version des Siegels erstellt wurde, die Worte ausgeschrieben: "Sigillum Reipublicae Connecticutensis" (Siegel der Republik Connecticut). Seitdem hat es keine Änderung am Staatssiegel gegeben. 1931 beschloss die Generalversammlung, dass alle Darstellungen des Siegels konform mit der Beschreibung im Staatsgesetz Nr. 54 desselben Jahres sein müssen. Diese Legislaturperiode verbot die Reproduktion des Siegels außer durch oder auf Anweisung des Staatssekretärs. 

Flagge Connecticuts

Es ist das einzige nicht runde Siegel eines US-Bundesstaates und findet sich in abgewandelter Form auch in der Flagge Connecticuts.